# Myeong-dong

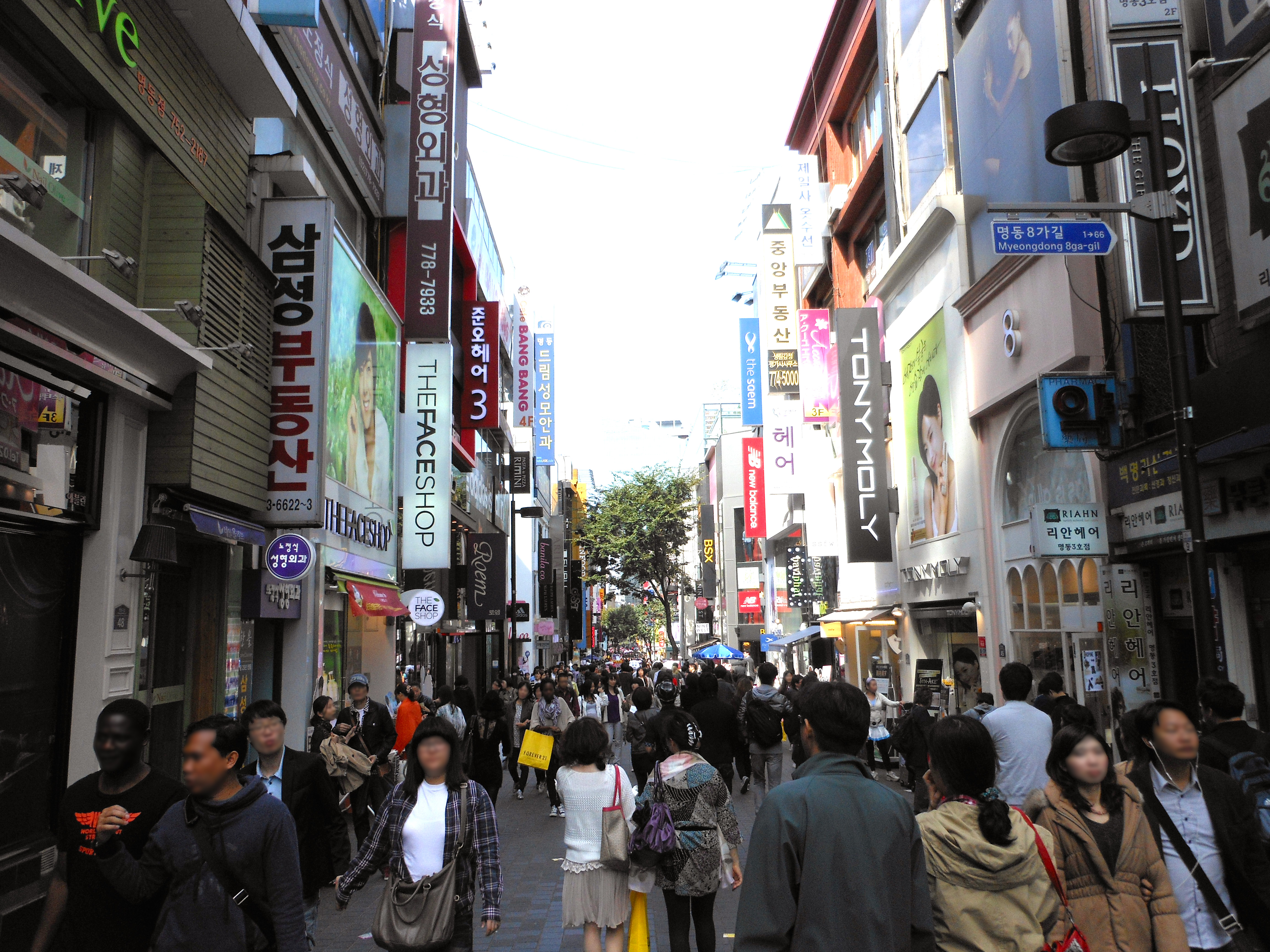
Myeong-dong (2011)

Myeong-dong (Hangul: 명동; hanja: 明洞, literalmente 'cueva brillante' o 'túnel brillante') se encuentra en Jung-gu, uno de los 25 gu (distritos) de la ciudad de Seúl. Es la mayor área comercial y uno de los principales atractivos turísticos de compras de la capital. Tiene una superficie de 0,99 km² y una población de unos 3.409 habitantes. 
En 2011, 2012 y 2013, Myeong-dong estuvo clasificada como la novena calle de compras más cara del mundo.
El área cuenta con dos sitios históricamente significativos, la Catedral de Myeongdong y el Myeongdong Nanta Theatre.